# Crocus nevadensis
Crocus nevadensis là một loài thực vật có hoa trong họ Diên vĩ. Loài này được Amo & Campo miêu tả khoa học đầu tiên năm 1871.